# Municipalità della Georgia

Carta delle suddivisioni amministrative

Le municipalità della Georgia rappresentano la suddivisione amministrativa di secondo livello del Paese, dopo le nove regioni e le due repubbliche autonome; fino al 2006 erano definiti con il nome di distretti, denominazione mantenuta soltanto Abcasia. Le municipalità e i distretti ammontano nel loro complesso a 67.
Alle municipalità sono equiordinate 5 città, con pari poteri dei distretti: Batumi, Kutaisi, Poti, Rustavi e Tskhinvali.
Ai tempi dell'Unione Sovietica le municipalità erano note come "raioni". Tbilisi, come città autonoma e capitale, è l'unica delle 12 entità amministrative maggiori a non essere divisa in municipalità.

## Lista
| N.                                                 | Soggetto                          | Capoluogo      | Popolazione | Superficie (km²) |
| -------------------------------------------------- | --------------------------------- | -------------- | ----------- | ---------------- |
| I - Repubblica autonoma di Abcasia                 |                                   |                |             |                  |
| 1                                                  | Distretto di Gagra                | Gagra          | 40 217      | 772              |
| 2                                                  | Municipalità di Gali              | Gali           | 29 287      | 1 003            |
| 3                                                  | Distretto di Gudauta              | Gudauta        | 36 775      | 1 640            |
| 4                                                  | Distretto di Gulripsia            | Gulripsia      | 18 032      | 1 835            |
| 5                                                  | Distretto di Ochamchira           | Ochamchire     | 24 868      | 1 868            |
| 6                                                  | Distretto di Sukhumi              | Sukhumi        | 11 531      | 1 523            |
| II - Repubblica autonoma di Agiaria                |                                   |                |             |                  |
| 1                                                  | Città di Batumi                   | ------         | 120 405     | 64,9             |
| 2                                                  | Municipalità di Keda              | Keda           | 19 900      | 452              |
| 3                                                  | Municipalità di Khelvachauri      | Khelvachauri   | 92 200      | 413              |
| 4                                                  | Municipalità di Khulo             | Khulo          | 34 500      | 710              |
| 5                                                  | Municipalità di Kobuleti          | Kobuleti       | 89 400      | 720              |
| 6                                                  | Municipalità di Shuakhevi         | Shuakhevi      | 22 000      | 588              |
| III - Regione di Guria                             |                                   |                |             |                  |
| 1                                                  | Municipalità di Chokhatauri       | Chokhatauri    | 22 800      | 825              |
| 2                                                  | Municipalità di Lanchkhuti        | Lanchkhuti     | 38 700      | 533              |
| 3                                                  | Municipalità di Ozurgeti          | Ozurgeti       | 77 300      | 675              |
| IV - Regione di Imereti                            |                                   |                |             |                  |
| 1                                                  | Municipalità di Bagdati           | Bagdati        | 28 600      | 815              |
| 2                                                  | Municipalità di Ch'iatura         | Ch'iatura      | 55 000      | 542              |
| 3                                                  | Municipalità di Kharagauli        | Kharagauli     | 27 400      | 914              |
| 4                                                  | Municipalità di Khoni             | Khoni          | 31 000      | 429              |
| 5                                                  | Città di Kutaisi                  | ------         | 194 171     | 82               |
| 6                                                  | Municipalità di Sachkhere         | Sachkhere      | 46 600      | 973              |
| 7                                                  | Municipalità di Samtredia         | Samtredia      | 59 900      | 364              |
| 8                                                  | Municipalità di Terjola           | Terjola        | 44 800      | 357              |
| 9                                                  | Municipalità di Tkibuli           | Tkibuli        | 30 200      | 479              |
| 10                                                 | Municipalità di Tskhaltubo        | Tskhaltubo     | 73 200      | 632              |
| 11                                                 | Municipalità di Vani              | Vani           | 33 700      | 557              |
| 12                                                 | Municipalità di Zestaponi         | Zestaponi      | 75 200      | 163              |
| V - Regione di Cachezia                            |                                   |                |             |                  |
| 1                                                  | Municipalità di Akhmeta           | Akhmeta        | 41 500      | 2 208            |
| 2                                                  | Municipalità di Dedoplistskaro    | Dedoplistsqaro | 30 300      | 2 529            |
| 3                                                  | Municipalità di Gurjaani          | Gurjaani       | 70 200      | 846              |
| 4                                                  | Municipalità di Q'vareli          | Q'vareli       | 37 000      | 1 001            |
| 5                                                  | Municipalità di Lagodekhi         | Lagodekhi      | 51 100      | 890              |
| 6                                                  | Municipalità di Sagarejo          | Sagarejo       | 58 700      | 1 491            |
| 7                                                  | Municipalità di Sighnaghi         | Sighnaghi      | 43 100      | 1 251            |
| 8                                                  | Municipalità di Telavi            | Telavi         | 70 000      | 1 095            |
| VI - Regione di Kvemo Kartli                       |                                   |                |             |                  |
| 1                                                  | Municipalità di Bolnisi           | Bolnisi        | 76 000      | 804              |
| 2                                                  | Municipalità di Dmanisi           | Dmanisi        | 28 200      | 1 198            |
| 3                                                  | Municipalità di Gardabani         | Gardabani      | 95 400      | 1 304            |
| 4                                                  | Municipalità di Marneuli          | Marneuli       | 123 500     | 935              |
| 5                                                  | Città di Rustavi                  | ------         | 89 786      | 60               |
| 6                                                  | Municipalità di TetriTsqaro       | Tetri Tsqaro   | 25 800      | 1 175            |
| 7                                                  | Municipalità di Tsalka            | Tsalka         | 21 700      | 1 051            |
| VII - Regione di Mtskheta-Mtianeti                 |                                   |                |             |                  |
| 1                                                  | Municipalità di Akhalgori         | Akhalgori      | 7 703       | 1 011            |
| 2                                                  | Municipalità di Dusheti           | Dusheti        | 33 100      | 2 982            |
| 3                                                  | Municipalità di Kazbegi           | Stepantsminda  | 4 900       | 1 082            |
| 4                                                  | Municipalità di Mtskheta          | Mtskheta       | 59 400      | 805              |
| 5                                                  | Municipalità di Tianeti           | Tianeti        | 13 100      | 906              |
| VIII - Regione di Rach'a-Lechkhumi e Kvemo Svaneti |                                   |                |             |                  |
| 1                                                  | Municipalità di Ambrolauri        | Ambrolauri     | 14 900      | 1 142            |
| 2                                                  | Municipalità di Lent'ekhi         | Lent'ekhi      | 8 900       | 1 344            |
| 3                                                  | Municipalità di Oni               | Oni            | 8 700       | 1 712            |
| 4                                                  | Municipalità di Tsageri           | Tsageri        | 15 700      | 756              |
| IX - Regione di Mingrelia-Alta Svanezia            |                                   |                |             |                  |
| 1                                                  | Municipalità di Abasha            | Abasha         | 27 900      | 323              |
| 2                                                  | Municipalità di Chkhorotsqu       | Chkhorotsqu    | 29 800      | 619              |
| 3                                                  | Municipalità di Khobi             | Khobi          | 40 800      | 659              |
| 4                                                  | Municipalità di Mart'vili         | Mart'vili      | 44 400      | 881              |
| 5                                                  | Municipalità di Mest'ia           | Mest'ia        | 14 300      | 3 045            |
| 6                                                  | Città di Poti                     | ------         | 47 900      | 65               |
| 7                                                  | Municipalità di Senak'i           | Senak'i        | 51 700      | 521              |
| 8                                                  | Municipalità di Tsalenjikha       | Tsalenjikha    | 40 000      | 647              |
| 9                                                  | Municipalità di Zugdidi           | Zugdidi        | 171 400     | 682              |
| 10                                                 | Alta Abcasia (territorio conteso) |                |             |                  |
| X - Regione di Samtskhe-Javakheti                  |                                   |                |             |                  |
| 1                                                  | Municipalità di Adigeni           | Adigeni        | 20 300      | 800              |
| 2                                                  | Municipalità di Akhalkalaki       | Akhalkalaki    | 62 300      | 1 235            |
| 3                                                  | Municipalità di Akhaltsikhe       | Akhaltsikhe    | 46 800      | 1 010            |
| 4                                                  | Municipalità di Asp'indza         | Asp'indza      | 12 600      | 825              |
| 5                                                  | Municipalità di Borjomi           | Borjomi        | 31 700      | 1 189            |
| 6                                                  | Municipalità di Ninotsminda       | Ninotsminda    | 34 000      | 1 354            |
| XI - Regione di Shida Kartli                       |                                   |                |             |                  |
| 1                                                  | Municipalità di Gori              | Gori           | 144 100     | 2 320            |
| 2                                                  | Municipalità di Java              | Java           | 10 000      | 1 448            |
| 3                                                  | Municipalità di K'asp'i           | K'asp'i        | 51 800      | 802              |
| 4                                                  | Municipalità di Kareli            | Kareli         | 49 500      | 1 099            |
| 5                                                  | Municipalità di Khashuri          | Khashuri       | 61 400      | 582              |
| 6                                                  | Città di Tskhinvali               | ------         | 33 724      | 7,4              |